# Jean-Marie Pfaff
Jean-Marie Pfaff (n. 4 decembrie 1953, Lebbeke) este un fost fotbalist belgian. La 16 ani, Pfaff s-a alăturat echipei K.S.K. Beveren cu care a câștigat campionatul în Belgia în anul 1979 și cupa în 1978. În același an el a primit Gheata de aur Belgiană. În 1982 s-a transferat la FC Bayern München câștigând trei titluri în Bundesliga (din 1985 până în 1988) și două cupe ale Germaniei (1984 și 1986).

## Legături externe
- Site web oficial
- Jean-Marie Pfaff pe site-ul FIFA (arhivat)